# ماریا هارپر
ماریا هارپر (انگلیسی: Maria Harper؛ زادهٔ ۲ فوریهٔ ۱۹۶۳) بازیکن سابق فوتبال اهل انگلستان است. بزرگترین پیروزی هارپر قهرمانی در فینال مسابقات جام حذفی فوتبال زنان انگلستان با باشگاه فوتبال زنان اورتون بود.
وی همچنین در تیم ملی فوتبال زنان انگلستان بازی کرده است.